# Västra Kärrstorps landskommun
Västra Kärrstorps landskommun var en tidigare kommun i dåvarande Malmöhus län.

## Administrativ historik
Kommunen bildades i Kärrstorps socken i Oxie härad i Skåne när 1862 års kommunalförordningar trädde i kraft. Namnet var före 17 april 1885 Kärrstorps landskommun.
Vid kommunreformen 1952 uppgick kommunen i Månstorps landskommun som upplöstes 1974 då denna del uppgick i Svedala kommun.

## Politik

### Mandatfördelning i Västra Kärrstorps landskommun 1938-1946
| 10 | 10 |

| 19 |

| 10 | 10 |

| 19 |

| 11 | 9 |

| 19 |